# (473111) 2015 HS173
(473111) 2015 HS173 es un asteroide perteneciente al cinturón de asteroides, descubierto el 21 de diciembre de 2008 por el equipo del Mount Lemmon Survey desde el Observatorio del Monte Lemmon, Arizona, Estados Unidos.

## Designación y nombre
Designado provisionalmente como 2015 HS173.

## Características orbitales
2015 HS173 está situado a una distancia media del Sol de 2,798 ua, pudiendo alejarse hasta 3,059 ua y acercarse hasta 2,538 ua. Su excentricidad es 0,093 y la inclinación orbital 5,896 grados. Emplea 1710 días en completar una órbita alrededor del Sol.

## Características físicas
La magnitud absoluta de 2015 HS173 es 16,7.